# Govind Nanda
Govind Nanda (* 17. Februar 2001 in Loma Linda, Kalifornien) ist ein US-amerikanischer Tennisspieler.

## Persönliches
Die Eltern von Govind Nanda, Meena und Rajesh, sind Inder, die in die Vereinigten Staaten auswanderten. Seine Schwester heißt Shyamlee.

## Karriere
Nanda spielte bis 2019 auf der ITF Junior Tour. In der Jugend-Rangliste erreichte er mit Rang 29 seine höchste Notierung. Seine besten Ergebnisse bei Grand-Slam-Turnieren gelangen ihm bei den letzten zwei Turnieren als Junior 2019, als er das Halbfinale der US Open und das Finale von Wimbledon. Im Einzel kam er maximal in die zweite Runde.
2018 begann Nanda ein Studium an der UCLA, an der er auch College Tennis spielte. 2021 entschied er sich gegen ein Fortsetzen des Studiums und für eine Profikarriere. Schon während der Zeit als Junior und des Studiums hatte Nanda Turniere auf der drittklassigen ITF Future Tour gespielt, so erstmals 2017, das Jahr, in dem er auch die ersten Punkte für die Weltrangliste gewann. 2019 war er das erste Mal dort erfolgreich und gewann zwei Futures, wodurch er in der Rangliste kurz vor dem Einzug in die Top 500 stand. 2021 gewann er seinen dritten Titel, kurz bevor er seinen ersten Erfolg auf der ATP Challenger Tour einfuhr, indem er das Halbfinale von Cary erreichte. Zuvor war er nie über die zweite Runde hinausgekommen. Er zog damit in die Top 500 ein. 2022 gewann er den vierten Future-Titel. Bei Challengers konnte er bei keinem Challenger tief ins Tableau vordringen, er erreichte nur in Lexington das Viertelfinale. Im Oktober 2022 stieg er auf sein Karrierehoch von Platz 339. Im Doppel konnte er sein erstes Challenger-Halbfinale in Winnipeg erreichen und zudem seinen ersten Future-Titel gewinnen. Einmal im Jahr 2022 war er im Doppel schon in den Top 500 notiert. Den ersten Einsatz auf der ATP Tour hatte Nanda durch eine Wildcard im Doppel der US Open, als er mit Ben Shelton in der ersten Runde gegen die favorisierte Paarung aus Kroatien Nikola Mektić und Mate Pavić verloren.